# 中央大道車站 (BMT默特爾大道線)
中央大道車站（英語：Central Avenue station）是紐約地鐵BMT默特爾大道線的一個地鐵站，位於布魯克林布什維克默特爾大道及塞達爾街交界，因為默特爾高架橋重建而臨時關閉。

## 車站結構
| P 月台層 | 側式月台 | 側式月台                                                                 |
| P 月台層 | 西行     | ← 平日往森林小丘-71大道，週末往埃塞克斯街，深夜往默特爾大道 (默特爾大道) |
| P 月台層 | 中央軌道 | → 無軌道或道床                                                           |
| P 月台層 | 東行     | → 往中村-大都會大道 (尼克柏克大道) →                                     |
| P 月台層 | 側式月台 |                                                                          |
| M        | 夾層     | 閘機、車站詢問處、Metrocard自動售票機                                    |
| G        | 街道層   | 出入口                                                                   |

此高架車站在1889年12月19日啟用，設有兩個側式月台和兩條軌道，另外留有中央軌道的空間，該軌道在1946年拆除。

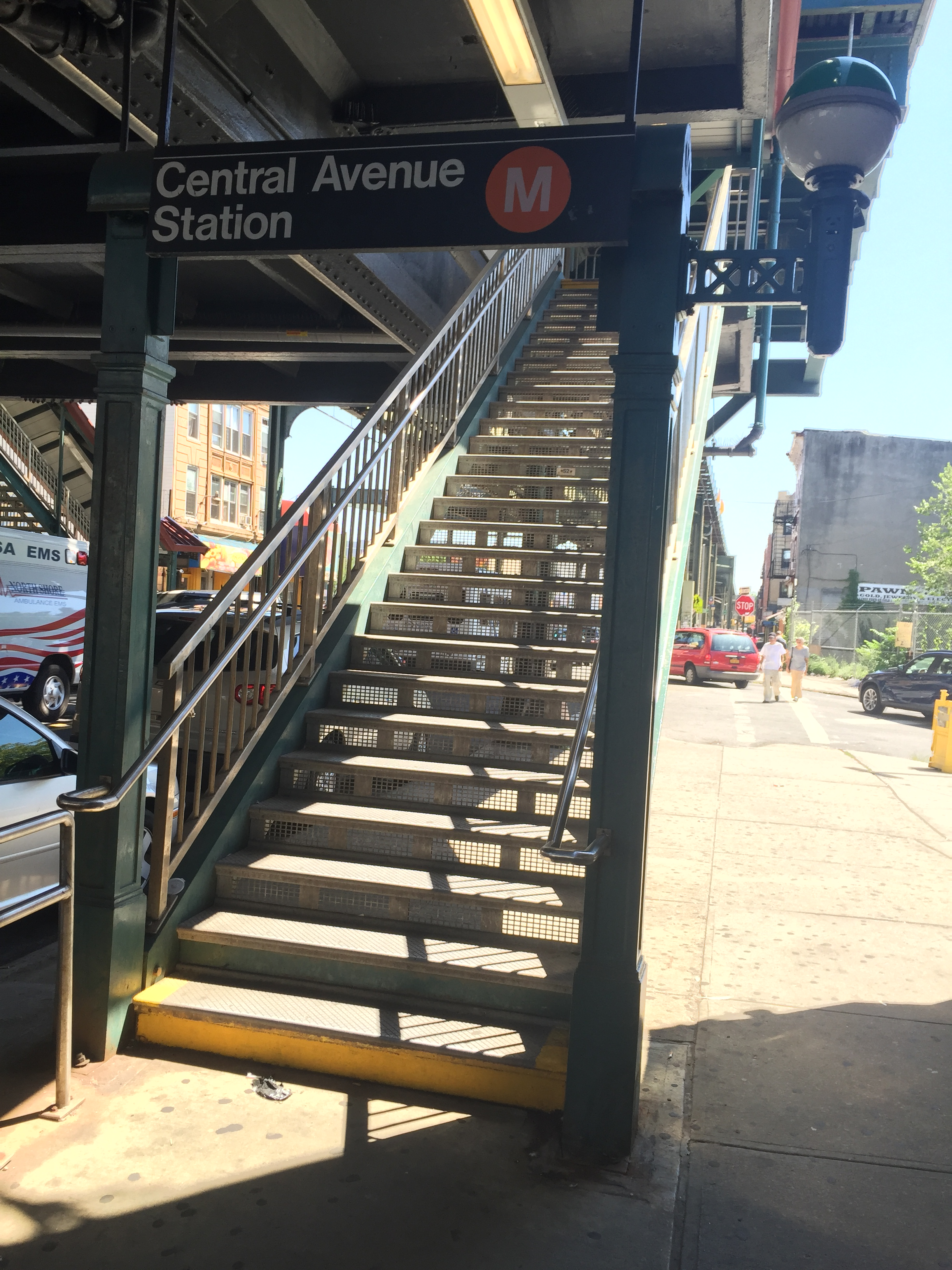
Entrance

此站在2013年3月至8月翻新。2017年7月1日，車站再次關閉至2018年4月，以便大都會運輸署可在默特爾大道至大都會大道車站之間翻新默特爾大道線高架橋兩部分。此工程是為2019年起重建BMT卡納西線東河下隧道作準備。

## 外部連結
- 维基共享资源上的相關多媒體資源：中央大道車站
- nycsubway.org—BMT Myrtle Avenue Line: Central Avenue
- Station Reporter — M Train
- The Subway Nut — Central Avenue Pictures （页面存档备份，存于）
- Cedar Street entrance from Google Maps Street View （页面存档备份，存于）
- Platforms from Google Maps Street View